# 三津百枝
三津 百枝（みつの ももえ、生没年不詳）は、最澄の父。近江の人。

## 人物
『叡岳要記』に、応神三十年、漢の献帝の子孫の登万貴王が、渡海して日本に来て、その後、応神天皇の第九女を妻とし、滋賀郡に居を構え、比丘像を造り、仏教を宣布、倭王から「三津百枝」という名を賜わったとあるが、史実性は不明である。
『叡岳要記』記事から、日本に仏教が公に伝わる（仏教公伝）以前から仏教を信仰していたとする見解がある。楽敏は、「その当時日本列島に入っている漢民族の帰化人だけでは、各方面からの人材需要を満たすことができていなかった。そこで倭王政府は、外交ルートを通じて中国の各王朝に、必要としている数の技術工匠を支援してくれるよう要請していたし、百済を通して中国の工匠を招請している事実もあった。こうしてやってきた帰化漢人も、同じように日本の技術や文化の発展に貢献したのである。彼らが日本の彫刻、絵画、織物、刺繡などに、独特の風格をもたらしたことで、後の飛鳥文化の形成に向けて、しっかりとした基礎を築いたのである。日本の史書の記載によると、仏教の日本伝来も帰化漢人と関係がある。『叡岳要記』には、次のように記されている。応神三十年、漢の献帝の子孫と自称する登万貴王という人物が、船で海を越えて日本にやって来た。彼は滋賀郡に構えた自らの住居の前に、農地から運んだ土で高さ3尺の比丘像を一体作り、仏教を宣伝し始めた。仏教の伝播に貢献したとして、後に彼は倭王から『三津百枝』という苗字を賜った。『扶桑略記』の記載では、522年、南朝司馬の子孫で司馬達止という人物が日本列島にやって来て、大和の高市郡坂田村に住んでいた。彼は草堂に住まい、倭人が見たことのない仏像に毎日のように額づいて、拝むように祭っていた。これらはみな伝説であるが、仏教が日本に伝わる過程において、帰化漢人が媒介の役割を果たしたことを表わしている」と評している。
一方、藤原猶雪は、「この記事を一見するに、後漢献帝の曾孫我国に帰化して三津百枝と称した者が、顕宗天皇の三年に近江国志賀郡に草屋を構え、田中の泥土を以て長三尺の比丘像を造るとあるから、当時已に仏教が我国に渡来した表徴と見做す一説が強ち成立たぬこともない。然し叡岳要記は後世の編纂であって誤の多いことは、之を近く今文に徴しても想察することが出来る。即ち三津百枝は仏教大師最澄の父とあるが、最澄は神護景雲元年の生誕であって、三津百枝を父とするには実に父の四百八十余歳の子となり、又百枝は帰化の当時、即ち応神天皇の三十年には年齢百余歳にして、其の後応神帝の第九女を妻とすと伝ふるが如きは、何れも事実に遠ざかるものである。加之、聖徳太子は敏達天皇三年の降誕なれば、記するが如く夫より九年前の欽明天皇二十六年には、如何にしても百枝所伝の仏像を見らるべき筈がない。されば叡岳要記収むる所の仏教大師父三津百枝本縁起なるものは、頗る疑問とすべきもの」と指摘している。